# Hemsjö, Olofströms kommun
Hemsjö är en by i Kyrkhults socken i Olofströms kommun i Blekinge län. Fram till och med 2005 klassades byn som en småort.
Hemsjö tillkom på 1870-talet som järnvägsstation vid Karlshamn–Vislanda Järnväg, på Hemsjö gårds ägor. Vid Hemsjö uppfördes 1907 och 1916 två vattenkraftverk, de övertogs 1920 av Sydsvenska Kraftaktiebolaget. 
Hemsjö AIK bildades 1947. Idrottsplatsen heter Dalavallen. Senast föreningen hade lag var 2012